# Fakólemezű pókhálósgomba
A fakólemezű pókhálósgomba (Cortinarius talus) a pókhálósgombafélék családjába tartozó, Európa és Észak-Amerika lomberdeiben honos, nem ehető gombafaj.

## Megjelenése
A fakólemezű pókhálósgomba kalapja 4-10 cm széles, alakja fiatalon domború, idősen laposan vagy középen kissé benyomottan kiterül. Felszíne sima, sugarasan szálas, tapadós, nedvesen nyálkás. Színe szalmasárga vagy sárgásokker, középen a burokmaradványoktól fehéres foltos, deres lehet. 
Húsa fehér vagy fehéres. Szaga mézszerű (különösen a tönk tövében), íze nem jellegzetes. Kálium-hidroxiddal világosbarna színreakciót ad. 
Sűrű lemezei tönkhöz nőttek. Színük eleinte szürkésfehér, később krémszínű, éretten barna vagy rozsdás sárgásbarna. A fiatal lemezeket védő pókhálószerű kortina igen ritkás, esetenként hiányozhat. 
Tönkje 5-10 cm magas és 1-2 cm vastag. Töve gumósan, kb. 4 cm szélesen megvastagodott. Színe eleinte fehéres, majd sárgás vagy barnásokkeres. Felszíne ritkásan hosszanti szálas. A barnásan elszíneződő kortina szálai a tönkre tapadhatnak. 
Spórapora rozsdabarna. Spórája elliptikus vagy mandula alakú, finoman szemölcsös, mérete 7,5-10 x 4-5,5 µm.

### Hasonló fajok
A sárgásbarna pókhálósgomba, a kéklemezű pókhálósgomba, a kesernyés pókhálósgomba, esetleg a mérgező sárgászöld pókhálósgomba hasonlíthat hozzá.

## Elterjedése és termőhelye
Európában és Észak-Amerikában honos. 
Lomberdőkben található meg, többek között tölgy, bükk, nyír alatt. Szeptembertől novemberig terem.
Nem mérgező, de könnyen összetéveszthető mérgező vagy nem ehető fajokkal, ezért fogyasztása nem ajánlott. 

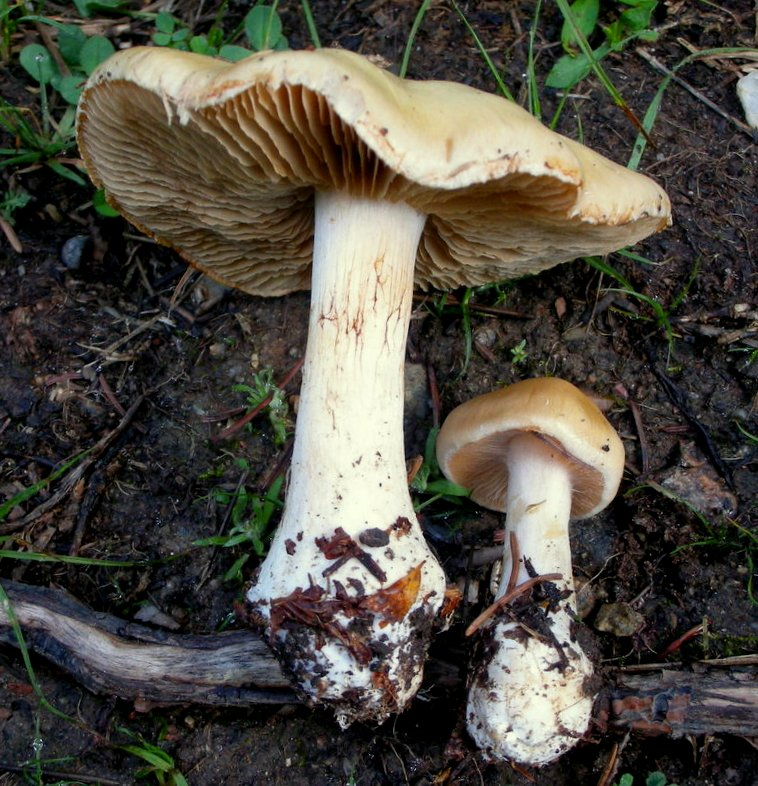
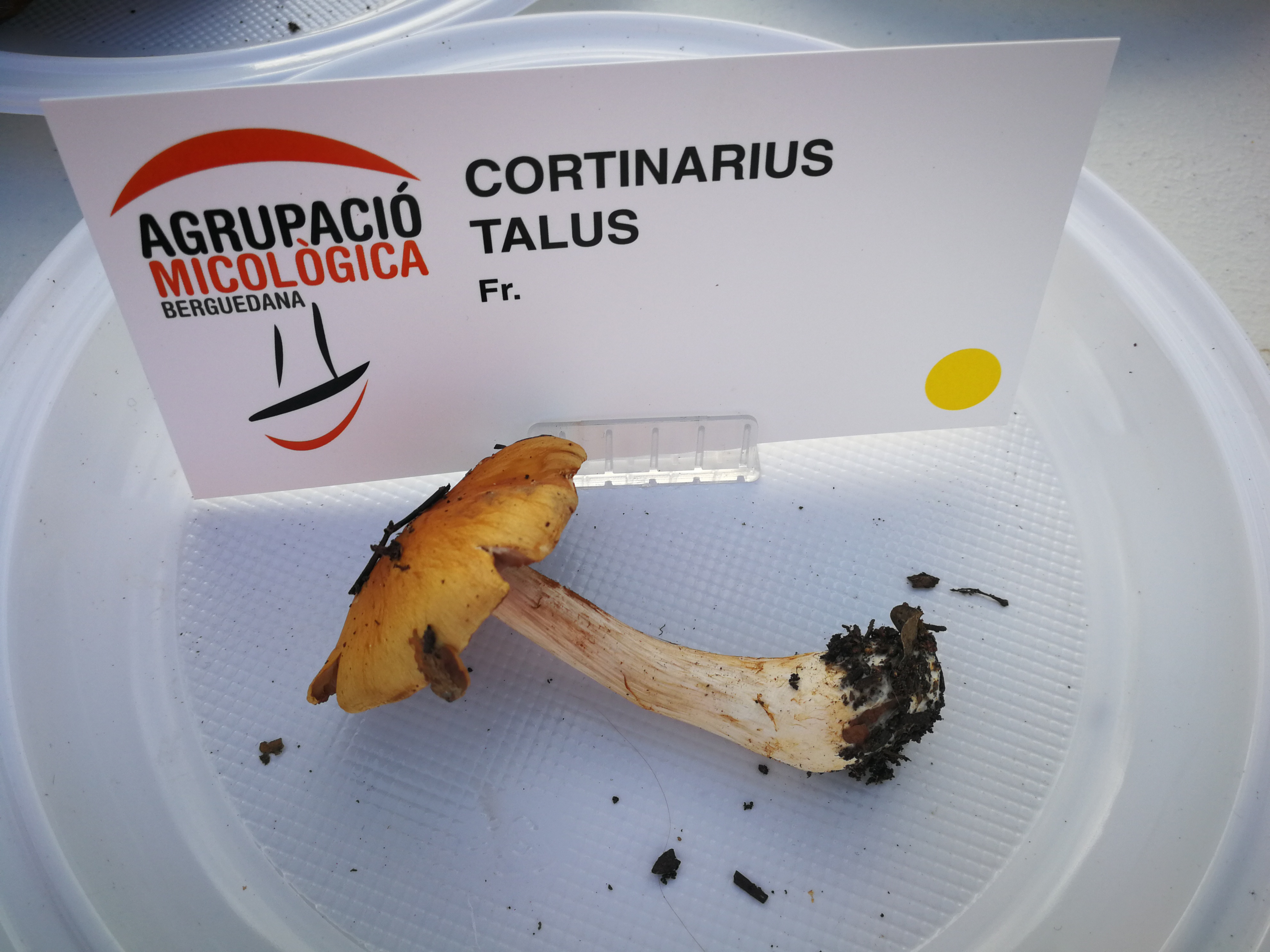